# 디에고 마라도나
디에고 아르만도 마라도나(스페인어: Diego Armando Maradona, 1960년 10월 30일 ~ 2020년 11월 25일‏)는 아르헨티나의 전설적인 축구 선수로, 현역 시절 포지션은 미드필더였다. 펠레, 리오넬 메시와 함께 축구 역사상 최고의 선수로 자주 언급된다. 별명은 '황금빛 소년(El Pibe de Oro)'으로 시야, 패싱력, 볼 컨트롤, 드리블, 프리킥 능력, 필드에서의 리더쉽을 가진 완벽한 공격형 미드필더이자 플레이메이커로써 시대를 풍미했다.
1980년대를 대표하는 위대한 미드필더로, 미셸 플라티니, 지쿠, 마르코 판 바스턴과 같은 기라성들 중에서도 단연 최고의 경지에 오른 선수였다. 더불어 마라도나는 알프레도 디 스테파노, 펠레와 준하거나 혹은 능가하는 평가를 받고 있으며 그에 합당한 완벽한 기량을 지닌 범시대적 위대한 선수였다.
현역에서 은퇴한 후 두 차례 짧은 감독 경력을 보낸 마라도나는 2008년 10월 28일, 아르헨티나 축구 국가대표팀 감독으로 선임되었으나 전술상의 문제를 노출하며 기대를 모았던 2010년 FIFA 월드컵에서 독일에 0-4로 대패하여 준결승 진출에 실패하였다. 그럼에도 불구하고 아르헨티나 축구협회는 그를 유임하는 대신 마라도나의 밑에서 일하고 있던 코칭 스태프들을 경질하려 했다. 그런데 마라도나는 자신이 이끄는 코칭 스태프들을 배신할 수 없다며 2010년 7월 27일에 아르헨티나 축구 국가대표팀에서 사퇴했다. 그 이후 알와슬 FC의 감독이 되었으나, 계약 기간을 다 채우지 못하고 경질되었다.
2020년 11월 25일, 심장마비로 향년 60세의 나이에 세상을 떠났다.

## 어린 시절
코리엔테스주에서 이주해 온 가난한 가정 출신인 디에고 아르만도 마라도나는 1960년 10월 30일에, 부에노스아이레스주 라누스의 병원에서 태어났다. 그는 부에노스아이레스 남쪽 외각에 있는 판자촌인 빌라 피오리토에서 자랐다. 그는 위로 누이가 네 명이 있었고, 밑으로는 남동생 우고 (el Turco)와 라울 (Lalo)을 두었는데, 이 둘 모두 프로 축구 선수였다. 아버지인 디에고 마라도나  '키토로' (1927–2015년)는 과라니 혈통이었고, 어머니 달마 살바도라 프랑코, '도나 토타' (1930–2011년)는 이탈리아계이었다.
마라도나의 부모는 코리엔테스의 북동쪽에 있는 에스퀴나라는 마을에서 나고 자랐으며, 이들은 코리엔테스강의 강둑에러 서로 겨우 200m 떨어진 곳에서 살았다. 1950년에 이들은 에스퀴나를 떠나 부에노스아이레스에 정착했다. 마라도나는 세 살 때 선물로 첫 축구공을 받았고 빠르게 축구에 빠져들게 되었다. 8살 때, 마라도나는 그가 살던 동네 축구 클럽인 Estrella Roja에서 뛰던 중에 유소년 스카우트의 눈에 띄게 된다. 그는 부에노스아이레스의 팀 아르헨티노스 후니오르스의 유소년 팀인 Los Cebollitas (작은 양파들)의 핵심이 되었다. 12살의 볼보이이던 시절, 그는 1군 팀 경기의 하프타임 중에 그의 마법 같은 공 다루는 모습을 선보이며 관객들을 놀랍게 했다. 그는 어린 시절 그에게 영감을 준이들로 브라질의 플레이메이커 히벨리누와 맨체스터 유나이티드의 윙어 조지 베스트를 꼽았다.

## 클럽 경력

### 아르헨티노스와 보카 주니어스

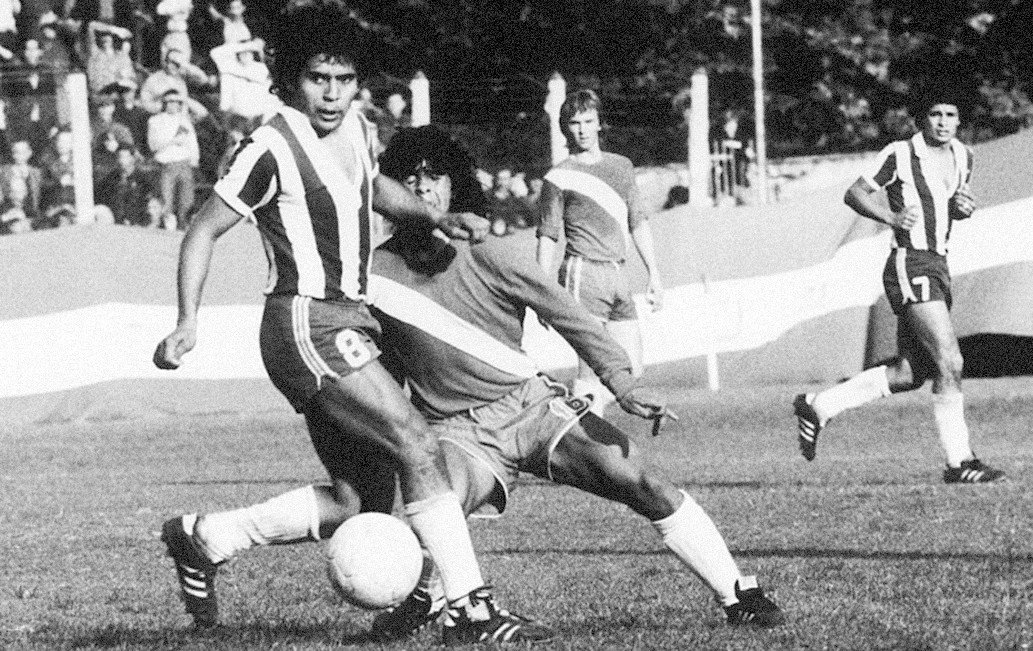
마라도나의 전매특허인 넛메그. 그가 프리메라 디비시온을 데뷔한 날인 1976년 10월 20일

1976년 10월 20일, 마라도나는 생일을 10일 앞두고, CA 타예레스전에서 아르헨티노스 주니어스 소속 데뷔 경기으로 프로 데뷔전을 치렀다. 그는 등번호 16번이 인쇄된 유니폼을 입고 경기장에 나섰으며, 아르헨티나 프리메라 디비시온 역사상 최연소 선수가 되었다. 데뷔를 치른 지 단 몇 분 만에, 마라도나는 후안 도밍고 카브레라의 다리 사이로 공을 차내어, 전설이 된 넛메그를 해내었다. 이 경기 후에, 마라도나는 "그 날 저는 제 손 안에 세상을 거머쥔 듯한 기분이 들었어요."라고 말하였다. 이후로 30년 뒤에, 카브레라는 마라도나의 데뷔전을 다음과 같이 회상하였다: "전 경기장 우측 측면에 있었고 그를 압박하러 갔죠, 그런데 그는 좀처럼 저에게 기회를 내주지 않았어요. 그가 넛메그를 했고 제가 돌아섰을 땐, 그는 진작에 저한테서 멀찌감치 있었어요". 마라도나는 16살이 된 지 2주 만인 1976년 11월 14일에 마르델플라타 팀 산 로렌소전에서 프리메라 디비시온 첫 골을 넣었다.

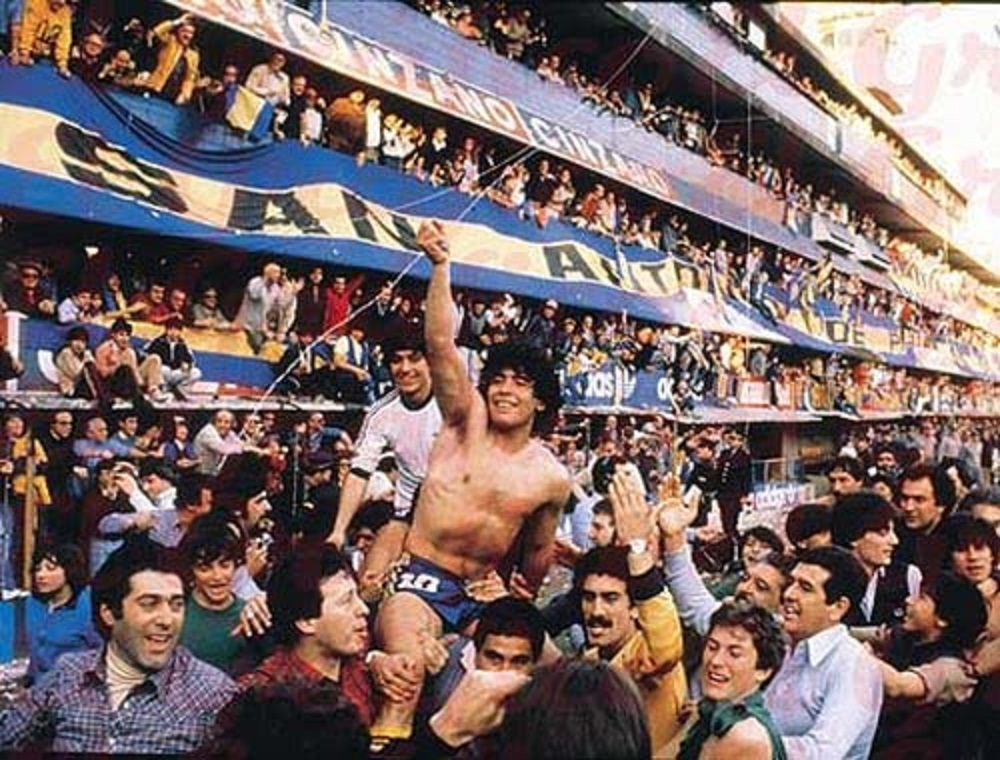
1981년 페트로폴리타노 챔피어십에서 우승 후 보카 주니어스팬들의 헹가래를 받는 마라도나

마라도나는 400만 달러에 보카 주니어스로 이적하기 전까지, 1976년부터 1981년 동안 아르헨티노스 주니어스에서 5년을 보냈고, 167 경기에 출전하여 115골을 넣었다. 마라도나는 클럽 내 최고 임금을 제시했던 리버 플레이트를 포함하여 다수의 클럽들의 이적 제의를 받았다. 그럼에도, 마라도나는 보카 주니어스가 항상 뛰고 싶었던 팀이었기에 보카 주나어스로 이적되기를 바라는 의사를 표했다.
마라도나는 1981년 2월 20일에 보카 주니어스와 계약을 맺었다. 그는 이틀 뒤인 CA 타예레스전에서 데뷔전을 치렀고, 두 골을 넣으며 4-1 승리로 이끌었다. 4월 10일, 마라도나는 라 봄보네라 경기장에서 열린 리버 플레이트 경기에서 첫 수페르클라시코를 치렀다. 보카는 마라도나가 알베르토 타란티니와 피욜을 드리블로 제치고 골을 넣으며 리버를 3-1로 제압하였다. 마라도나와 보카 주니어스의 감독 실비오 마르솔리니 사이의 불신 관계 속에서도, 보카는 라싱 클루브를 1점 차로 앞지르며 리그 타이틀를 확보하는등 성공적인 시즌을 보냈다. 이 1981년 리그 우승 타이틀은 마라도나가 아르헨티나 리그에서 얻은 유일한 타이틀이 되었다.

### 바르셀로나
1982년 월드컵이 끝나고, 6월에, 마라도나는 500만 파운드 (760만 달러)라는 당시 최대 이적료로 스페인의 바르셀로나로 이적되었다. 1983년 세사르 루이스 메노티 감독의 지휘하에, 바르셀로나와 마라도나는 레알 마드리드를 이기고 코파 델 레이 (스페인의 자국 컵 대회)를, 아틀레틱 빌바오를 이기고 수페르코파 데 에스파냐를 차지해냈다. 1983년 6월 26일, 바르셀로나는 전세계에서 가장 격렬한 축구 클럽 간의 경기 중 하나인 ‘엘 클라시코’ 마드리드 원정전에서 레알 마드리드에 승리를 거뒀는데, 이 경기에서 마라도나는 득점을 했고 최대의 라이벌인 레알 마드리드 팬들에게서 박수갈채를 받은 첫 바르셀로나 선수가 되었다. 마라도나는 마드리드의 골키퍼 아구스틴을 드리블로 제치고, 그가 빈 골대로 접근했을 때, 마드리드의 수비수 후안 호세가 슛을 막기 위해 슬라이딩 태클을 하며 다가서자, 그는 멈춰섰다. 호세는 마라도나가 공을 골네트로 밀어넣기 전에 골포스트에 부딪히고 말았다.

### SSC 나폴리
FC 바르셀로나에서 퇴출당한 마라도나는 SSC 나폴리로 이적했다. 마라도나가 이적하기 직전까지 나폴리는 단 한 차례의 리그 우승도 차지하지 못한 약체였다. 게다가 나폴리는 당시 시즌 11위에 머물렀던 클럽이었다. 하지만 이는 결과적으로 클럽팀에서의 마라도나가 위대한 황금기를 누리기 시작한 시발점이면서 동시에 나폴리의 역사상 최대의 사건이 되었다. 마라도나가 이적한 그 시즌에 나폴리는 8위로 상승했으며, 그 다음 시즌에는 3위까지 올라갔다.
1987년 5월 10일, 나폴리는 마라도나의 맹활약으로 마침내 클럽 역사상 최초의 리그 우승을 거머쥐게 되었고 이제 마라도나는 아르헨티나뿐 아니라 나폴리에서도 ‘신’으로 등극하게 되었다. 그에 따라 나폴리와 계약을 연장한 마라도나는 1989년 팀을 UEFA컵 정상으로 인도했으며 이듬해에는 유럽 챔피언 AC 밀란을 상대로 승리를 거두고 다시 한 번 세리에A에서 정상에 등극했다. 이 당시의 이탈리아 세리에A가 수많은 슈퍼스타들이 운집한 최고의 리그였음을 고려하고 또한 SSC 나폴리는 SSC 나폴리 역사상 이 때 유일하게 우승한 것을 감안한다면 마라도나가 나폴리에서 이룬 활약은 실로 대단한 것이었다. 1992년 코카인을 사용한 사실이 확인되어 구단으로부터 15개월 동안 자격 정지 처분을 받았다.

## 국가대표 경력
그는 1977년 2월 27일, 헝가리와의 경기에서 16살의 어린 나이에 국제 경기에 데뷔하였다. 그리고 2년 뒤인 1979년 FIFA 세계 청소년 축구 선수권 대회에서 팀을 우승으로 이끌었으며 최우수 선수 상을 받았다. 같은 해 6월 2일에는 햄던 파크에서 스코틀랜드를 상대로 국제 경기 첫 골을 넣으면서 팀이 3-1로 이기는데 공헌하였다. 그리고 그는 FIFA U-20 월드컵과 FIFA 월드컵 두 대회 모두 최우수 선수 상을 받은 유일한 선수이다.

### 1978년 FIFA 월드컵
원래 마라도나는 이 월드컵에서 차출될 것으로 예상되었으나 어린 나이와 더불어 마라도나의 성격이 매우 불같은 데다가 잦은 돌출행동 때문에 아르헨티나 축구 국가대표팀에서는 안그래도 호르헤 비델라에게 우승을 못하면 총살시켜버리겠다면서 협박을 당하고 있었기 때문에 마라도나를 차출할 수가 없었다. 이 때문에 마라도나는 국가대표에 선발되지 못했다.

### 1982년 FIFA 월드컵
월드컵에 첫 발을 내디딘 마라도나가 속한 당시의 아르헨티나는 자타가 공인하는 세계 최강팀이었다. 1978년 FIFA 월드컵을 우승으로 이끈 뛰어난 축구선수 마리오 켐페스에다가 마라도나까지 가세한 아르헨티나팀에게 적수가 없을 정도였다. 당시 축구전문가들 사이에서는 켐페스와 마라도나 둘 중 하나만 있어도 강력한 우승후보라는 평가가 있었는데 아르헨티나는 이 둘을 모두 보유하고 있었기 때문이었다. 하지만 이렇게나 극강의 팀임에도 불구하고 아르헨티나는 이 시기에 자국 내에서 포클랜드 전쟁이 벌어진 상황이었고 하필 이 전쟁에서 아르헨티나가 항복하는 바람에 팀 내부의 분위기가 엉망이 되면서 사기가 극도로 저하되어 제 실력을 제대로 발휘하지 못하고 조별리그 첫 경기에서 벨기에에게 패배했다. 그래도 디팬딩 챔피언다운 저력을 보이면서 남은 두 경기를 모두 이겨 간신히 2라운드에 진출했지만 2차 리그에서 당시 월드컵 2회 이상 우승 경험팀인 브라질과 이탈리아가 같은 조로 편성되는 불운을 맞이하고 그 리그의 첫 경기인 브라질전에서 마라도나는 포클랜드 전쟁에서 조국이 잉글랜드에게 패배한 것에 대한 울분을 참지 못하고 상대 선수에게 린치를 가하는 바람에 퇴장당했으며 아르헨티나는 지난 대회 우승 팀의 자격으로 본선에 올랐음에도 불구하고 2라운드 탈락이라는 쓰디쓴 결과물을 맞이해야 했다. 2라운드에서 마라도나를 비롯한 아르헨티나는 작전을 짜는 대신 락커룸 구석에서 내내 울다가 경기에 임했다.
한편 잉글랜드 역시 2라운드에서 서독에 밀려 탈락하여 아르헨티나와 잉글랜드가 본선에서 만나 맞대결을 하여 제2의 포클랜드 전쟁을 기대했던 축구팬들은 다소 실망하였다.

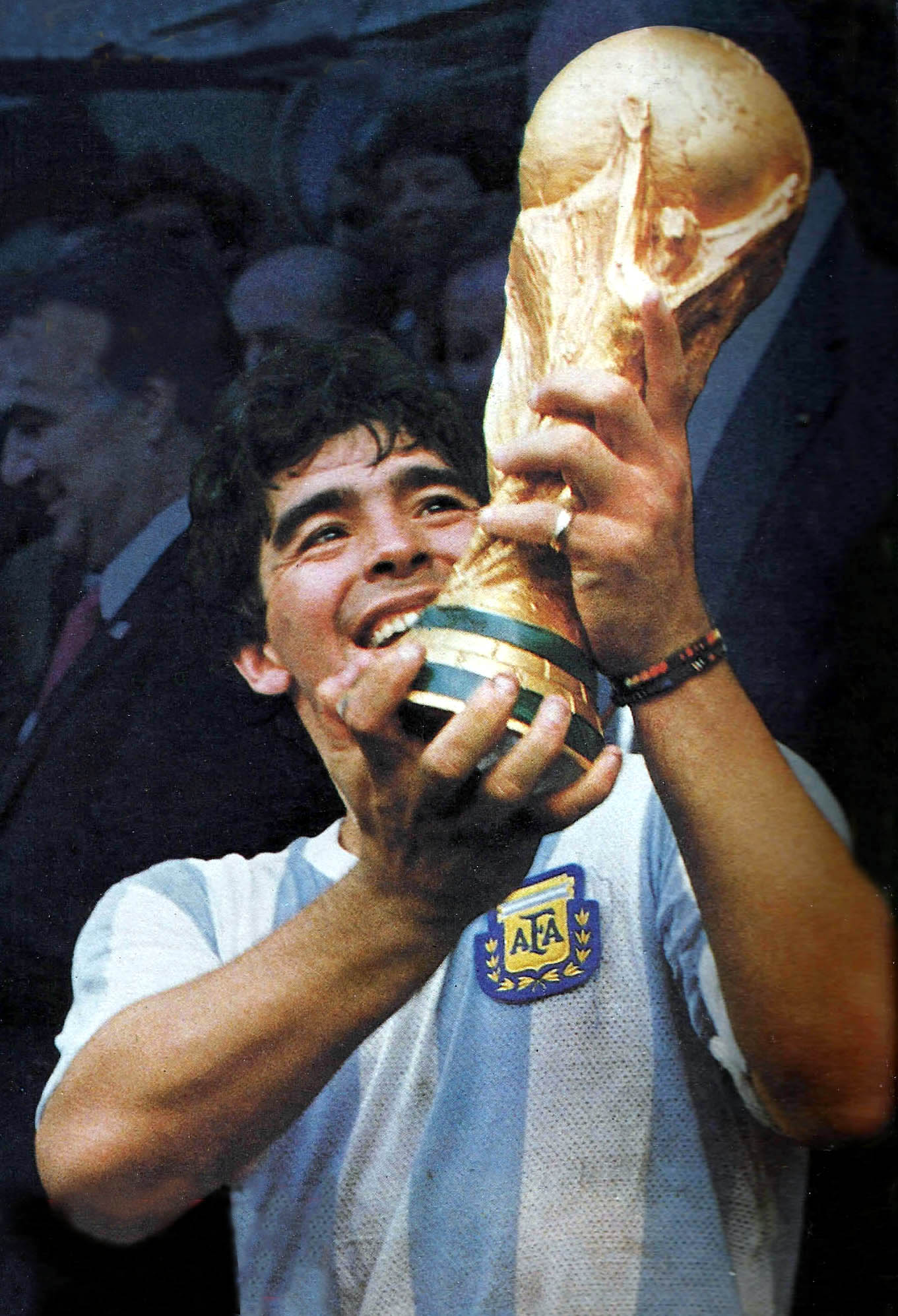
1986년 FIFA 월드컵 우승 트로피를 들면서

### 1986년 FIFA 월드컵
마라도나는 1982년 월드컵 당시의 부진을 씻고 1978년 FIFA 월드컵의 주장이었던 다니엘 파사레야, 레알 마드리드 CF의 호르헤 발다노 등과 함께 아르헨티나가 또 다시 정상에 오르게 하였고 자신 역시 화려하게 재기하는 데에 성공했다. 조별리그 첫 경기에서 차범근, 허정무 등이 있던 대한민국과의 경기에서 3-1로 승리했으며 지난 대회(1982년 FIFA 월드컵) 우승국이었던 이탈리아와의 경기에서는 골을 기록하며 1-1 무승부를 이끌어냈다. 그리고 불가리아와의 경기도 2-0으로 이기면서 아르헨티나는 조 1위로 16강에 진출했다. 16강전에서 엔초 프란체스콜리가 있는 우루과이를 만났지만 1-0으로 승리하며 8강에 올라갔다.
그리고 8강전에서 브라이언 롭슨, 게리 리네커 등이 있던 잉글랜드와 경기를 갖게 되었다. 이 경기 당일 양팀 응원단끼리 패싸움을 벌이는 등 초반 분위기부터 엄청나게 험악했다.
이 상황으로 인해 경기 당일 경기장에는 많은 숫자의 경찰들이 배치되기도 했으며 양팀 선수들간의 분위기 역시 극도의 긴장감이 감돌았다. 그 상황 속에 치러진 경기에서 첫 골은 아르헨티나 쪽에서 득점하였는데 이것이 또 다른 문제를 야기했다. 마라도나가 피터 실턴 골키퍼와의 경합 도중 손으로 골을 넣은 것이었다. 이 사건은 월드컵 역사상 손에 꼽을 정도의 추한 행동인 신의 손 사건이 되었다.

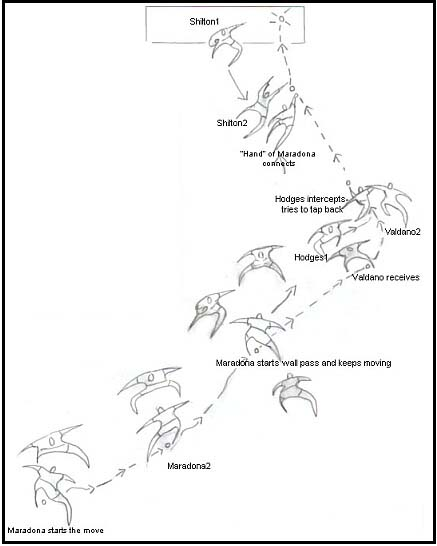
디에고 마라도나의 8강전(vs. 잉글랜드) 첫 번째 골 진행 방향

그런데 심판들은 이상하게도 이 골을 득점으로 인정했는데 이로써 아르헨티나가 앞서게 되었다. 이렇게 불명예스럽게 첫 골을 넣었지만, 불과 단 4분 후 마라도나는 이 불명예스러운 골을 단번에 만회할 만큼 멋진 골을 성공해 냈다. 혼자서 수비수 6명은 물론 피터 실턴 골키퍼까지 한꺼번에 제치고 파고들어 날린 슛이 그대로 성공한 것이었다. 이후 게리 리네커가 한 골을 만회했지만 경기는 그 점수로 종료되어 아르헨티나가 준결승에 진출하게 되었다. 아르헨티나 국민들은 이 경기를 더할 나위 없는 포클랜드 전쟁의 복수라 생각하게 되었는데, 두 골 중 한 골은 명백한 사기행위를 저지름으로서 영국인들을 분노케 했고, 다른 한 골은 잉글랜드라는 팀을 개인 기량만으로 완벽히 농락한 골이었기 때문이다. 그 때문에 영국인들도 "손으로 넣은 첫 번째 골은 괘씸했지만, 그래도 두 번째 골은 정말 쩔었다."라고 말할 정도였다. 이 두 번째 골은 훗날 2022년 FIFA 월드컵 4강 크로아티아전에서 훌리안 알바레스가 비슷하게 재현해냈다.
준결승에서도 아르헨티나는 엔조 시포가 있던 벨기에전에서도 2골을 넣으면서 팀이 2-0으로 이기게 했는데, 이러한 마라도나의 활약에 벨기에 감독은 "마라도나를 막으려면 12명의 선수가 필요하다."라고까지 말하며 감탄했다고 한다. 결승에서 카를하인츠 루메니게, 로타어 마테우스, 루디 푈러가 있는 서독을 상대로 경기를 치르게 되었는데 마라도나와 호르헤 발다노의 맹활약으로 초반 2-0으로 앞섰다. 그러나 교체 투입된 서독의 루디 푈러 또한 만만치 않게 활약하여 푈러로 인하여 점수는 2-2가 되어 승부는 원점으로 돌아갔다. 이때 아르헨티나의 호르헤 부루차가가 골을 성공시켜 경기는 3-2로 아르헨티나가 승리함으로써 아르헨티나는 2번째 우승컵을 들어 올렸으며 마라도나는 자신의 눈부신 활약으로 멕시코 월드컵에서 MVP의 영광을 차지하게 되었다.

### 1990년 FIFA 월드컵
지난 대회 우승국의 자격으로 출전한 아르헨티나임에도 불구하고 로제 밀라가 있던 카메룬과의 경기에서 오맘 비크의 일격을 받아 0-1로 패배하였다. 그리고 리나트 다사예프가 있던 소련을 2-0으로 이기고 게오르게 하지가 있던 루마니아와 1-1로 비기면서 아르헨티나는 1승 1무 1패의 전적으로 조 3위로 16강에 턱걸이 진출을 하는 수모를 겪었다.
16강에서 아르헨티나는 브라질을 만나 클라우디오 카니히아의 결승골로 8강에 진출했다. 8강전에서 아르헨티나는 드라간 스토이코비치, 로베르트 프로시네치키, 데얀 사비체비치 등이 있던 유고슬라비아를 맞아 양 팀 모두 골을 못 넣은 체 승부차기까지 고전 끝에 그가 3번째 주자로 나와 실축하였음에도 불구하고 3-2로 준결승에 진출하였다.
준결승에서 개최국 이탈리아를 만났고, 대회 득점왕인 살바토레 스킬라치가 먼저 골을 넣었지만 클라우디오 카니히아가 만회 골을 넣으면서 1-1, 결국 8강과 마찬가지로 승부차기까지 끌고 갔다. 이때 마라도나는 4번째 주자였는데 아르헨티나는 마라도나까지 4명의 키커가 모두 성공을 했다. 그러나 이탈리아는 4번째 주자인 로베르토 도나도니와 5번째 주자인 알도 세레나가 모두 실축하여 아르헨티나의 5번째 주자에게는 승부차기의 기회가 오지 않은 채로 아르헨티나의 결승 진출이 확정되었으며 그렇게 이 경기가 종료되었다.
결승전에서는 또다시 서독과 겨루게 되었지만 아르헨티나는 2명이 퇴장당하였고, 후반 막판에 페널티골을 허용하여 준우승에 그쳤다.

### 1994년 FIFA 월드컵
"펠레가 여러차례 월드컵 제패를 이룩함과 동시에 축구의 범대중화를 이끌며 축구계에 첫번째 혁명을, 요한 크라이프가 토탈풋볼로서 전술적인 혁신을 일으키며 두번째 혁명을, 지단이 각 대륙의 장점만을 결합시킨 아트풋볼로서 축구가 보여줄 수 있는 모든 플레이를 보이며 세번째 혁명을 일으켰다면 마라도나는 경기장에 선 그 자체가 혁명이었다. "
- 아리고 사키 -
남미예선에서 이미 콜롬비아 축구 국가대표팀에게 0-5라는 기록적인 대패를 당하고 플레이오프로 떨어졌다. 거기서 오스트레일리아 축구 국가대표팀을 상대로 겨우 이기고 본선에 진출했다. 이 때문에 이 당시 축구관계자들은 콜롬비아를 1994년 FIFA 월드컵의 가장 강력한 우승후보로 꼽았고 반면 아르헨티나는 우승후보에서 제외되는 분위기였다. 1994년 미국 월드컵 본선에서 마라도나는 조별 예선 리그 2번째 경기가 종료된 시점에서 도핑 테스트 결과 에페드린 양성 반응에 걸려 리그 도중에 아르헨티나로 귀국했고, 마라도나를 잃은 아르헨티나는 세 번째 경기에서 흐리스토 스토이치코프를 앞세운 불가리아에게 패배하며 2승 1패의 전적으로 와일드 카드를 통해 16강에 간신히 진출했으나 16강전에서 게오르게 하지를 앞세운 루마니아에게 패해 탈락하고 말았다. 그리고 결국 이 월드컵이 마라도나의 현역 시절 마지막 월드컵 대회가 되었다.

## 은퇴 및 찬사
2001년에, 아르헨티나 축구 협회 (AFA)는 FIFA에 마라도나를 위하여 등번호 10번을 결번하는 것에 대한 허가를 요청했었다. 아르헨티나 협회 측 관계자는 FIFA 측에서 결번이 가능하다며 알려주었다고 주장하지만, FIFA는 이 요청을 받아들이지 않았다.

## 지도자 경력

### 아르헨티나 축구 국가대표팀

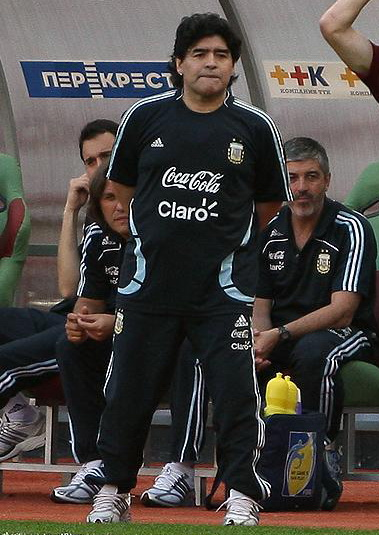
아르헨티나 축구 국가대표팀 감독 시절의 마라도나

아르헨티나 축구 국가대표팀이 간신히 2010 FIFA 월드컵 남미 지역예선을 통과한 후, 기자회견장에서 마라도나는 자신을 비판한 언론에 대해서 "기자라는 직업을 가진 것들을 제외한 모든 분께 이 영광을 돌립니다."라고 발언한데 이어 "나와 대표팀을 믿지 못하는 기자와 언론 사람들은 엿이나 먹어라!"라는 욕설을 하였다. 이에 대해 FIFA에서는 욕설로 물의를 일으킨 마라도나에 대해 자격정지 2개월이라는 중징계를 내렸다.

### 알와슬
이후 UAE 1부 리그 알와슬에서 감독을 맡다가 2012년 7월 11일, 감독직에서 경질되었다.

### 알푸자이라
2017년 UAE 2부리그팀 알 푸자이라 감독직에 취임하였다.

## 사생활

### 가정
마라도나는 이혼 과정 중에 디에고 시나그라(1986년 9월 20일 나폴리 출생)라는 아들이 있다는 것을 인정했다. 1993년에 이탈리아 법원은 마라도나가 친자 여부를 확인하는 DNA 검사를 거부한 후에, 그가 시나그라의 친부라는 것을 이미 인정한 바 있었다. 시나그라는 2003년 5월에 마라도나가 참가 중이던 이탈리아의 골프 대회에 몰래 찾아가, 처음으로 마라도나를 만났다. 시나그라는 이탈리아에서 축구 생활을 하고 있다.
마라도나의 둘째 딸인 지아니나 마라도나는 아르헨티나 축구 선수인 세르히오 아궤로와 결혼하여 2009년 2월 19일 아들 벤자민을 낳았다. 벤자민은 세르히오 아궤로의 아들이자 마라도나의 외손자이다. 그러나 이 부부는 2012년에 이혼했으며 벤자민은 어머니와 함께 살기로 결정되었다. 한편, 마라도나는 이혼을 한 세르히오 아궤로에 대해 계속 저주를 퍼부었으며, 특히 일반인들이 모여있던 길거리에서 아구에로를 비난하는 욕설을 내뱉고 빈 병을 던지는 등의 행패로 물의를 빚기도 했다.

### 약물 중독 및 건강 문제
코카인 중독으로 사경을 헤맸던 마라도나는 2005년 3월 5일 콜롬비아의 카르타헤나의 메디헬프 병원에서 위 절제 수술을 받았다. 수술 당시 마라도나는 몸무게가 121kg까지 나갔으나 1년 만에 50kg을 감량했다.

### 정치적 성향
마라도나는 반미주의자로서 베네수엘라의 대통령 우고 차베스, 쿠바의 정치인 피델 카스트로 등의 반미주의 정치인들을 지지하며 특히 미국의 전 대통령인 조지 W. 부시를 아돌프 히틀러와 동급으로 여기고 있다. 이 때문에 마라도나는 버락 오바마에게 많은 희망을 걸고 있으며 오바마의 지지자가 되었다.

### 금전 문제
마라도나는 이탈리아에서 현역 선수시절에 3000만 유로에 해당되는 세금을 탈세했기 때문에 그가 이탈리아를 방문할 때마다 귀걸이, 손목시계, 목걸이 등 예물을 몰수당했다. 이 중 2009년 9월에 몰수당한 귀걸이는 2010년 1월 14일 경매에 나왔고 이를 한 여성이 25,000유로에 구매해 갔다.

## 사망
2020년 11월 2일, 전해진 바에 의하면 심리적 사유로 마라도나가 라플라타의 병원에 입원했다고 한다. 그의 대변인은 그의 상태가 심각하지 않다고 전하였다. 다음 날에, 그는 경막하혈종을 치료하기 위해 긴급 뇌수술을 받았다. 그는 성공적으로 수술을 마치고 11월 12일에 퇴원하였으며 외래환자로서 의사들의 관리를 받았다. 결국 2020년 11월 25일, 61세의 나이에 마라도나는 아르헨티나 부에노스아이레스주 티그레에 있는 자택에서 심장 마비로 사망했다.

## 기록

### 대회 기록

#### 선수
보카 주니어스 (1981~1982)
- 아르헨티나 프리메라 디비시온: 1981 Metropolitano

FC 바르셀로나 (1982~1984)
- 코파 델 레이: 1983
- 코파 데 라 리가: 1983
- 수페르코파 데 에스파냐: 1983

SSC 나폴리 (1984~1991)
- 세리에 A: 1986–87, 1989–90
- 코파 이탈리아: 1986–87
- UEFA컵: 1988–89
- 수페르코파 이탈리아나: 1990

아르헨티나 축구 국가대표팀 (1977~1994)
- 1979년 FIFA 세계 청소년 축구 선수권 대회: 우승
- 1986년 FIFA 월드컵: 우승
- 1987년 코파 아메리카: 4위
- 1989년 코파 아메리카: 3위
- 1990년 FIFA 월드컵: 준우승
- 1993년 아르테미오 프란키 트로피: 우승

### 개인 기록
- 1979년 FIFA 세계 청소년 축구 선수권 대회 골든볼
- 1986년 FIFA 월드컵 골든볼
- 1986년 FIFA 월드컵 실버슈
- 1990년 FIFA 월드컵 브론즈볼
- 남아메리카 올해의 축구 선수: 1986
- 아르헨티나 올해의 선수상: 1979, 1980, 1981, 1986
- 월드 사커 선정 올해의 선수: 1986
- FIFA 100: 2004
- 라리가 최다 공격포인트 1위
- 아르헨티나 리그 올해의선수상
- 세리에A 도움왕

## 기타

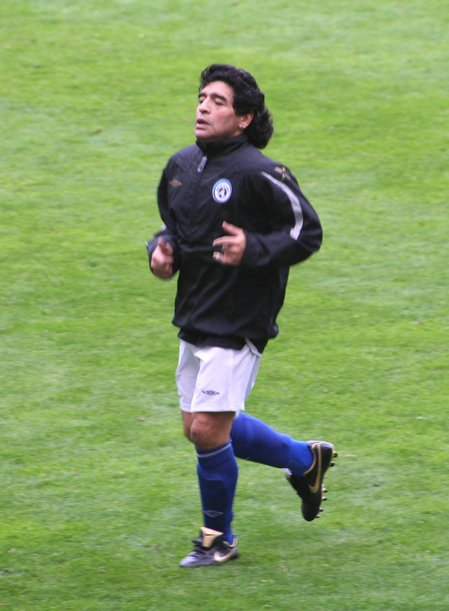
2006년, 마라도나

- 1986년 멕시코 월드컵 당시 대한민국과의 조별리그 경기에서 그는 허정무에게 발길질로 걷어차여 그라운드에 나뒹굴었다. 경기 내내 허정무에게 발길질로 계속 구타를 당하던 마라도나는 대한민국과의 경기를 3-1로 승리함으로써 종료하자마자 대한민국 축구 국가대표팀 선수에게 태권도로 두들겨 맞았다고 호소했다. 이를 두고 태권 축구라고 한다.[34]
- 자신을 과잉 취재하는 기자에게 공기총을 발사했다.
- 2001년에 영화 마이크 바셋[35]과 2008년 축구의 신:마라도나 라는 두 편의 영화에 출연했다.
- 2005년 12월 22일에는 브라질 리우데자네이루 갈레앙 국제공항에서 난동을 피우다가 경찰에 연행되어 5시간 동안 구류되었다. 지쿠의 초청으로 12월 21일에 열렸던 자선 경기에 참가했던 마라도나는 공항 터미널을 착각하여 탑승구에 늦게 도착했다. 직원이 너무 늦게 도착해서 비행기에 탈 수 없다는 말을 하자, 마라도나는 격렬히 항의하면서 탑승구의 문을 강제로 열려고 하였으며 이 과정에서 유리창을 깨뜨리는 등 난동을 일으켰다.
- 2007년 아르헨티나 국영방송 채널 13번에서 10번의 밤이라는 토크쇼의 진행자가 되었는데 첫 게스트로 펠레가 나와 눈길을 끌었다.
- 마라도나의 행동에 아르헨티나 국가대표 선수들마저 이미 마라도나에게 등을 돌린 상태이며 심지어 카를로스 테베스는 "마라도나에게 시달리는 게 너무나 힘들어서 대표팀에서 더 이상 견딜 자신이 없다. 언론과 팬들이라도 우리들의 이 힘겨운 상황을 이해해주지 못한다면 나도 은퇴할 지도 모른다."[36]라고 발언했다.
  - 마라도나의 상황은 그가 감독으로서 활동하는 데에도 지대한 영향을 끼쳤다. 마라도나의 사정 때문에 이탈리아에서 뛰는 자국 선수들 중 상당수를 검증할 수 없었고, 그 결과 캄비아소와 크레스포는 엔트리에 포함시키기 위한 테스트조차 하지 못했다. 이탈리아에 입국했을 경우 몰수당하는 금액이 감독으로서 자신의 급여보다 더 큰 액수의 금액이기 때문이었다. 결국 이 때문에 캄비아소 대신 니콜라스 오타멘디를 엔트리에 포함시켰으며, 결국 아르헨티나는 2010년 FIFA 월드컵에서 8강에 머물러야 했다.
- 축구감독으로서 마라도나는 전반적으로 미흡했다. 2010년 FIFA 월드컵 남아메리카 지역 예선 볼리비아의 원정 경기에서는 선수 소집을 제대로 하지 못해서 현지적응 훈련도 제대로 못하고 결국 경기 시작 2시간 전에야 선수 소집을 완료했다. 이 때문에 아르헨티나는 볼리비아에게 1-6으로 대패를 당했다. 또한 홈 그라운드 선정을 잘못해서 브라질에게 홈에서 1-3으로 패하기도 했다. 게다가 이탈리아에서 선수로 뛸 당시 세금을 아예 안 내는 바람에 이것이 원인이 되어 인테르 등 세리에 A 클럽 소속 선수들을 테스트하지 못하고 국내 리그 선수들로 대체하는 바람에 심각한 수비적인 어려움에 시달렸고, 결국 아르헨티나는 졸전 끝에 8강전에서 독일에 거의 공짜에 가까운 대패를 당하고 탈락했다.
  - 선수 선발을 오직 자기 기분내키는 대로 선발했다.
    - 마라도나는 자신이 지역예선 볼리비아전에서 선수 소집과 스켸쥴 조정을 게을리 하는 바람에 소속구단에 제대로 통보를 못해서 경기시작 2시간만에 완료하여 선수들간 손발도 제대로 맞춰보지 못한 채 뛰어서 1-6이라는 역사에 길이 남을 패배를 당하게 만들고 나서는 모든 책임을 사네티에게 뒤집어씌우고 면피용으로 사네티를 엔트리에서 제외하였다

  - 마라도나가 이끄는 아르헨티나 축구 국가대표팀은 지역예선에서 1994년 FIFA 월드컵 이후 최악의 성적을 기록하였으며 그나마도 자력진출을 못하고 칠레 축구 국가대표팀이 에콰도르 축구 국가대표팀을 이기고나서야 간신히 본선에 직행했다.
- 2010년 FIFA 월드컵 본선에 진출하자 마라도나는 2010년 FIFA 월드컵에서 아르헨티나 축구 국가대표팀이 우승하면 부에노스아이레스 시내 한복판에서 벌거벗고 세레모니를 하겠다고 선언했다.
- 2010년 FIFA 월드컵 본선 2차전에서 대한민국 축구 국가대표팀과의 경기 직전에 박지성을 만나자마자 박지성에게 뜨겁게 포옹을 했다.
- 리오넬 메시의 생일이 다가오자 마라도나는 2010년 FIFA 월드컵 본선 3차전인 그리스와의 경기에서 원래 주장인 마스체라노를 벤치에서 쉬게 조치한 다음 메시에게 생일선물로 주장완장을 부여했다. 이로써 메시는 2010년 FIFA 월드컵 최연소 주장이 되었으며 메시의 축구인생 역사상 처음으로 주장의 자격으로 그라운드를 누볐다.
- 앙헬 디 마리아는 2010년 FIFA 월드컵에서 마라도나가 자신에게 전혀 맞지 않는 포지션을 부여한 것에 대해 불만을 노골적으로 드러냈다.
- 남미 지역예선에서의 잇달은 패배, 아무렇게나 정한 포지션(특히 앙헬 디 마리아), 월드컵 본선에서 독일에 0-4로 대패(특히 이 경기에서 유효슈팅은 13대 8로 오히려 아르헨티나쪽이 훨씬 많았다.) 등 감독으로서 문제점이 원인이 되어 결국 아르헨티나 축구협회로부터 감독직을 박탈당했다. 마라도나가 이끌고 있던 아르헨티나 대표팀은 본선에 올라온 이후부터 독일에게 패하기까지 전승을 기록했다.
- 2010년 10월 27일, 그 전날 독일의 점쟁이 문어 파울이 죽었다는 소식을 접하자, 마라도나는 "잘 죽었다"며 악담을 퍼부었다. 당시 파울이 독일을 승자로 지목했고, 지목한 대로 아르헨티나가 독일에 4:0으로 대패했기 때문이다.[37]
- 2013년 2월 13일 득남했다.[38]
- 2014년 FIFA 월드컵 준결승전에서 브라질이 독일에게 1-7이라는 두 번 다시 없을 점수 차의 대패를 당하자 마라도나는 브라질 축구 국가대표팀을 자신이 할 수 있는 최대한의 방법으로 비웃었으며, 특히 손가락 7개를 펴보이며 미소를 지은 채로 인증샷을 찍어서 브라질 축구팬들의 속을 확 긁어놓았다. 그것도 모자라서 펠레가 "브라질은 2018년 FIFA 월드컵에서는 우승한다."라고 말하자 오히려 펠레를 비웃었으며, 이에 대한 답변으로 한다는 말이라는 게 "웃기고 자빠졌네!"였다.[39] 그리고, 브라질은 그 월드컵의 8강전에서 벨기에에게 1-2로 져서 준결승 진출에 실패했다.
- 2014년 8월 9일, 부에노스아이레스의 국립 극장에서 공연 관람을 마치고 귀가하던 도중에 자신이 탄 차를 가로막고 질문하는 취재 기자에 대해 뺨을 때렸다. 취재 기자가 마라도나의 연인에게 마이크를 들이대며 집요하게 질문을 한 것이 그 이유였다.[40]
- 2016년 10월 12일, 마라도나는 프란치스코 교황이 주최하고 이탈리아 로마 스타디오 올림피코에서 열린 평화 기원 경기에 후안 세바스티안 베론, 프란체스코 토티를 비롯한 여러 전직 축구 스타들과 함께 참가하였는데, 전반전에서 베론과 몸싸움을 벌인 후, 하프타임 때 베론에게 말다툼을 벌이다 안전 요원에게 제지당했다. 마라도나는 아르헨티나의 감독으로 재임할 당시 2010년 FIFA 월드컵에 베론을 중용하지 않고 앙헬 디 마리아와 막시 로드리게스를 중용하였으며, 이에 베론은 2010년 FIFA 월드컵이 끝난 후 자신을 중용하지 않은 마라도나를 향해 공개적으로 비판했다.[41]
- 2018년 FIFA 월드컵 조별리그 D조 3차전인 아르헨티나와 나이지리아의 경기가 있던 2018년 6월 26일, 마라도나는 아르헨티나가 나이지리아를 2-1로 이겨 조 2위로 16강에 오르자 기뻐한 나머지 관중석 아래쪽을 향해 양손으로 꼴뚜기질을 하였는데, 이 장면이 전 세계에 생중계되어 큰 논란이 일었다. 한편, 이에 앞서 아이슬란드와의 1차전이 있던 6월 16일에는 몇몇 대한민국 축구 팬들을 향해 눈을 찢는 인종 차별적인 행동으로 구설수에 오르기도 하였다.[42]
- 2020년 11월 25일 그의 부고 소식이 전해지자 SSC 나폴리는 그를 기리기 위해 홈 구장명을 스타디오 디에고 아르만도 마라도나로 바꾸기로 결정했으며, 명칭 변경이 의결되었다.
- 2022년 FIFA 월드컵을 앞둔 2022년 11월 14일에 로마에서 그의 2주기를 기리기 위해 추모 친선전이 개최됐다.
- 그가 별세한 지 2년 후에 열린 2022년 FIFA 월드컵에서 아르헨티나가 36년 만에 월드컵 우승을 차지했고, 선수들은 2년 전에 별세한 그의 영전에 우승컵을 바쳤다. 주장 리오넬 메시는 1986년 FIFA 월드컵 우승 당시 마라도나의 세리머니를 재현해 보였다.

## 같이 보기
- 마라도나교
- 신의 손